# Missa núm. 3 (Schubert)

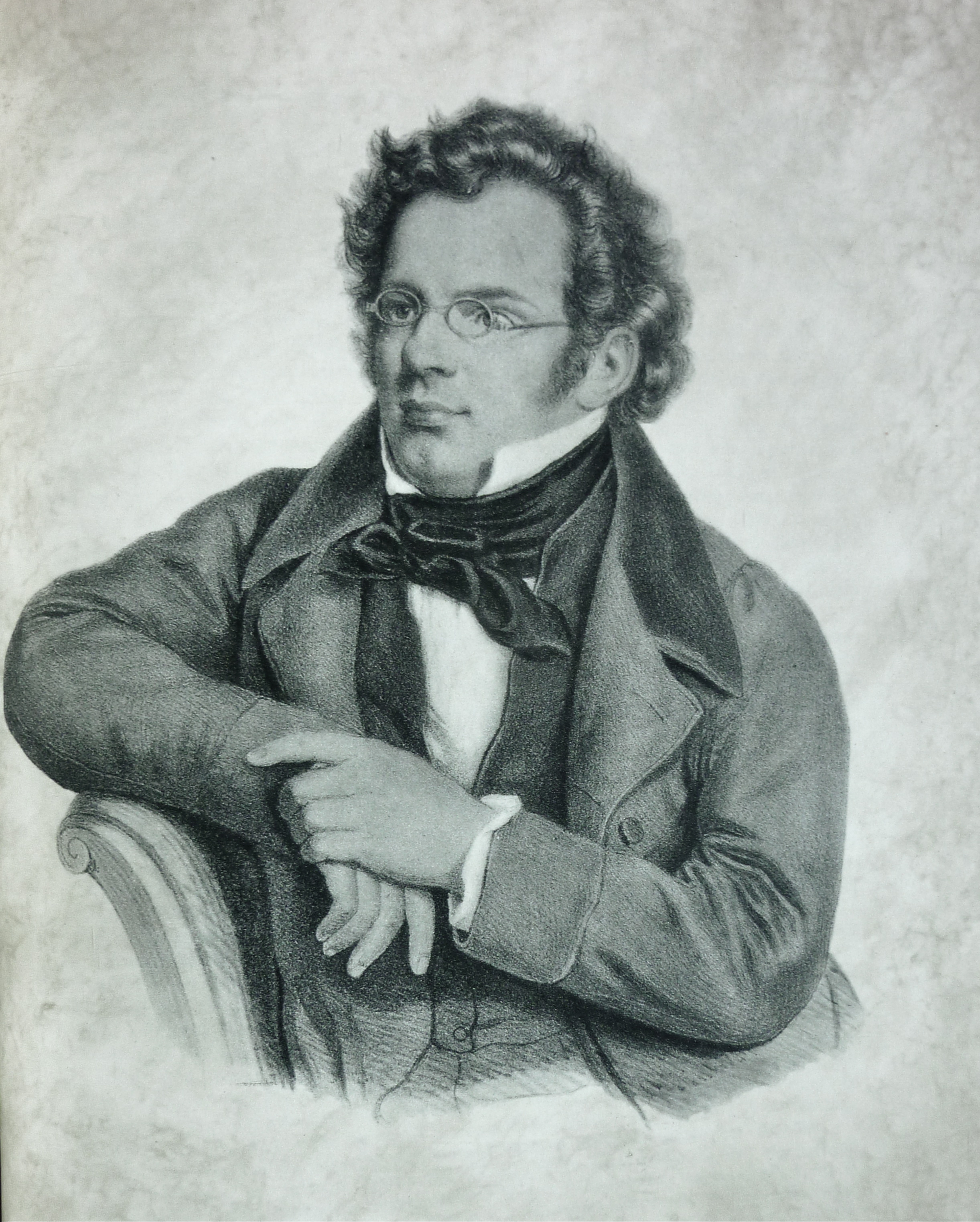
Imatge de Franz Schubert, autor de la peça musical.

La Missa núm. 3 en si bemoll major, D 324, és una missa composta per Franz Schubert el 1815. Composta per a soprano, contralt, tenor i baix, cor SATB, violí I i II, viola, 2 oboès, 2 fagots, 2 trompetes, timbals i baix continu (violoncel, contrabaix i orgue). Mentre que la longitud de la missa fa que sigui una missa brevis, la seva gran força orquestral i l'ús d'instruments de vent i timbals també ha portat a la seva classificació com a missa solemnis.

## Origen i context
El 1815 va ser un any molt productiu per a Schubert, ja que a més de les dues misses va acabar la segona simfonia, va començar la tercera, nombroses danses, i va escriure més cançons que en cap altre moment de la seva vida.
Schubert va començar a compondre aquesta missa l'11 de novembre de 1815, vuit mesos després d'acabar la seva missa en sol major, però concebuda totalment diferent. Mentre la missa en sol, tant pel nombre de cantants com pel seu aspecte pastoral, podria pertànyer al gènere de missa brevis, la missa en si bemoll respon a una concepció ja més teatral i solemne. La primera només requeria la presència de la corda i l'orgue, en aquesta l'orquestra ha de ser complerta, i s'acosta, doncs, a la seva primera missa en fa escrita també amb una intenció solemne. La tonalitat en si bemoll no es troba en cap més missa de Schubert, però si en la seva segona simfonia acabada la primavera del mateix any.
L'ocasió per a la qual va ser composta és desconeguda; però, es creu que la soprano solista en l'estrena va ser Teresa Grob. Això suggereix que va ser escrita per a l'Església Parroquial de Lichtental i també que Schubert també podia haver estat tractant de crear oportunitats per passar temps amb Grob, de la qual n'estava profundament enamorat.